# Otacilia suining
Espèce
Otacilia suining est une espèce d'araignées aranéomorphes de la famille des Phrurolithidae.

## Distribution
Cette espèce est endémique du Hunan en Chine,. Elle se rencontre dans le xian de Suining.

## Description
Le mâle holotype mesure 3,24 mm et la femelle paratype 3,58 mm.

## Systématique et taxinomie
Cette espèce a été décrite par Shi, Mu et Zhang en 2024.

## Étymologie
Son nom d'espèce lui a été donné en référence au lieu de sa découverte, le xian de Suining.

## Publication originale
(mai 2024).
- Shi, Mu & Zhang, 2024 : « Description of four new species of Otacilia Thorell, 1897 (Araneae: Phrurolithidae) from southern China. » Zootaxa, no 5447(4), p. 513-530.